# Лужковский сельсовет (Витебская область)
Лужковский сельсовет (белор. Лужкоўскі сельсавет) — административная единица на территории Шарковщинского района Витебской области Республики Беларусь. Административный центр — агрогородок Лужки.

## История
Образован в 1940 г.

## Состав
Лужковский сельсовет включает 56 населённых пунктов:
- Борсуки — деревня
- Березнянка — деревня
- Близница — деревня
- Богатырево 1 —хутор
- Боровое — деревня
- Василево — деревня
- Венсамполье — деревня
- Веретеи — агрогородок
- Веретеи 2 — деревня
- Гавриленки — деревня
- Гридюшки Большие — деревня
- Гридюшки Малые — деревня
- Дворново — агрогородок
- Городец — деревня
- Дубовка — деревня
- Жерствянка — деревня
- Залесинки — деревня
- Заполье — деревня
- Заречье — деревня
- Иваново — деревня
- Изабелино — деревня
- Казачки — деревня
- Клиновое — деревня
- Ковалево — деревня
- Ковали — деревня
- Коновалово — деревня
- Красная Гора — деревня
- Кривки — деревня
- Кушлево — деревня
- Латыши — деревня
- Ломачино — деревня
- Лопуново — деревня
- Луги — деревня
- Луговцы — хутор
- Лужки — агрогородок
- Лучайка — деревня
- Новоселье — деревня
- Осиновка — деревня
- Охватка — деревня
- Подлипки — деревня
- Подлипка — деревня
- Поречье — деревня
- Путреница — деревня
- Рубашки — деревня
- Сипалино — хутор
- Сомчино — хутор
- Стомино — деревня
- Стрельцово — деревня
- Тересполье — хутор
- Тупичино 1 — деревня
- Улино 1 — деревня
- Улино 2 — деревня
- Улино-Подкорчемное — деревня
- Хомино — хутор
- Черемушки — деревня
- Шпиколовщина — деревня

Упразднённые населённые пункты на территории сельсовета:
- Кавки — деревня
- Подъельцы — деревня
- Ткачи — деревня
- Тупичино 2 — деревня
- Фабияново — деревня

## Достопримечательность
- Усадьба Плятеров в д. Городец
- Часовня придорожная в д. Городец (конец XVIII века)
- Православная церковь Рождества Богородицы и ворота (брама) (1794 г.) в аг. Лужки
- Водяная мельница (конец XIX — начало XX вв.) в аг.  Лужки
- Руины Синагоги (середина XIX века) в аг. Лужки
- Костёл Святого Михаила Архангела в аг. Лужки